# Lučka Baba
La Lučka Baba (parfois Lučka Brana) est un sommet des Alpes, à 2 244 m d'altitude, dans les Alpes kamniques, en Slovénie.
De même que le Lučki Dedec, elle doit son nom au bourg de Luče, situé au sud-est de l'ensemble central du massif, et d'où venaient les bergers utilisant l'alpage Korošica. Le refuge de montagne Kocbekov dom, depuis lequel le versant sud-est est bien visible, fut construit en bordure de l'alpage. Lučka Baba fait partie de l'ensemble du Planjava qu'elle clôt à l'est, la crête ouest-sud-ouest se distinguant de la crête est-nord-est du Planjava par plusieurs brèches et gendarmes. Le sommet est double (est et ouest), et muni de deux cairns. La crête est descend par à-coups vers la brèche Škarje (« les ciseaux »), à l'est de laquelle s'élève l'Ojstrica. Au nord, surplombant la vallée de Logarska dolina, la face nord-est, d'un dénivelé d'environ 700 m, se dresse au-dessus du ravin Grlo, la paroi se fondant vers l'ouest avec la face nord du Planjava. L'épaule sud-ouest de la Lučka Baba rejoint en aval les pics Zéleniques au col Srebrno sedlo, formant le versant droit de la partie supérieure de la vallée de Kamniška Bela, l'alpage Petkove njive la séparant du Lučki Dedec sur la rive gauche. Pour l'alpiniste, l'intérêt principal est la course hivernale, soit en face nord-est (type mixte), soit en versant sud. Les versants sud sont dotés d'une dizaine de voies et la face nord, de quatre. Le randonneur estival accède souvent au sommet lors de traversées du massif.

## Accès
- Est : au départ de la brèche Škarje (2 141 m), à l'est du sommet. La brèche est joignable depuis le refuge Kocbekov dom (sud-est), où depuis le refuge Klemenča jama (nord).
- Ouest : le long du chemin de crête, soit au départ du col Srebrno sedlo, soit à partir du sommet est du Planjava.

## Sources
- (sl) Silvo Babič, Tone Golnar, et al., Plezalni vodnik Logarska dolina - vzhodni del, Ljubljana, Planinska zveza Slovenije, 1998 (ISBN 961-6156-07-1). -guide d'alpinisme pour Logarska dolina, partie orientale (Club alpin slovène).
- (sl) Tone Golnar, Silvo Babič, Plezalni vodnik Repov kot, Kamniška Bela, Planinska zveza Slovenije, Ljubljana, 1993. -guide d'alpinisme pour les vaux Repov kot et Kamniška Bela (Club alpin).
- (sl) Gregor Kresal, Zimski vzponi, Ljubljana, Sidarta, 2007 (ISBN 978-961-6027-47-2). -guide de glace et mixte.
- PzS (N° 266), GzS, Grintovci - 1 : 25 000, Ljubljana, 2005. -carte du Club alpin slovène.